# Luminița Anghel
Luminița Anghel (n. 7 octombrie 1968, București) este o cântăreață română de muzică pop și vedetă de televiziune. A ocupat locul al treilea la Concursul Muzical Eurovision 2005 cu piesa Let me try.

## Biografie
A absolvit în anul 1986 Școala Populară de Artă, secția Canto după ce inițial a încercat de două ori să fie admisă la Institutul Național de Artă Teatrală și Cinematografică. Ulterior, devine absolventă a Facultății de Sociologie–Psihologie în cadrul Universității «Spiru Haret».
Solista debutează la vârsta de 8 ani, în anul 1976, când începe să cânte pe scenele din toată țara.
Se face remarcată mai bine în anul 1987 la Festivalul Național de Muzică Mamaia, iar un an mai târziu începe colaborarea cu Ansamblul «Doina» al Armatei. Alături de acest ansamblu începe o serie de turnee în țară și străinătate. Tot în acea perioadă este inclusă în echipa solistică a programelor barului Melody din București și începe o colaborare cu firma de impresariat Romagram.

## Premii și distincții
În 1993 a participat la Festivalul Național Mamaia cu piesa «Din tot ce a fost» și cucerește trofeul și premiul I. Piesa aparține lui Lucian Blaga, coleg în echipa de la Melody.
În 1995 a obținut locul al III-lea cu piesa «Fereastra» la festivalul «Mamaia» iar un an mai târziu a obținut același premiu cu piesa «Șansa e de partea mea». Ambele piese sunt compuse de Ionel Tudor.
În anul 1999 a lansat alături de Marcel Iureș piesa «Nu pot uita» compusă de Petru și Andreea Mărgineanu. Melodia este coloana sonoră pentru videoclipul promoțional produs de Dakino pentru premiera filmului «Faimosul Paparazzo», în regia lui Nicolae Mărgineanu.
În anul 2001 a câștigat locul I la festivalul internațional «Cerbul de aur», secțiunea POP dar și un premiu de popularitate.
În anul 2002 a obținut premiul I și trofeul pentru cea mai bună voce internațională la festivalul «Discovery» din Bulgaria. În același an obține premiul al III- lea la festivalul «Universe talent» din Praga.
În 2003 a câștigat premiul I și trofeul pentru cea mai bună voce internațională la «Song for Europe festival» din Malta și același loc la festivalul internațional «Cairo 2003», interpretând «I ask you why».
Pe data de 21 mai 2005, a câștigat locul al III-lea la Eurovision alături de formația Sistem cu piesa «Let me try», compusă de Cristian Faur.

## Apariții
- 1996- a jucat în filmul «Captain Conan», în regia lui Bertrand Tavernieri care este prezentat și la Cannes
- 1998- a fost VJ la Prima TV unde prezintă emisiunea «Music charts»
- 1999- a prezentat emisiunea «Care pe care», difuzată pe TVR
- 2002- a fost moderatoarea emisiunii «Prețul succesului» difuzată pe TVR2
- 2002- a fost prezentatoarea emisiunii «Oferta specială» difuzată pe TVR1
- 2003- a prezentat emisiunea «Start în viață» pe TVRI
- 2005, 5 martie a câștigat selecția națională pentru Eurovision împreună cu trupa Sistem
- 2010- dublaj la desenul animat Tangled (O poveste încâlcită)- Mama Gothel

A susținut concerte la Praga, Viena, Budapesta, München.

## Discografie
Albume de studio
- 1998- «Șansa e de partea mea»
- 2001- «Promisiuni»

Single-uri
- 2005 — Let Me Try (feat. Sistem)